# Lutz Kaufmann
Lutz Kaufmann (* 1965) ist ein deutscher Wirtschaftswissenschaftler. Er ist Inhaber des Lehrstuhls für B2B Verhandlungen und Beschaffung I der WHU – Otto Beisheim School of Management sowie OSCM Distinguished Scholar der Academy of Management.

## Biographie
Kaufmann studierte Betriebswirtschaftslehre an der Justus-Liebig-Universität in Gießen, wo er 1993 bei Dietger Hahn promovierte und 2001 habilitierte. Einen MBA hat er 1990 als Fulbright-Stipendiat an der Kansas State University, USA, erworben.
In den 1990er Jahren arbeitete Kaufmann mehrere Jahre im Einkauf von General Motors Europe und dem Beratungsunternehmen Horváth AG. Seit 2001 ist er Professor an der WHU – Otto Beisheim School of Management in Vallendar bei Koblenz. Von 2003 bis 2008 war er stellvertretender Aufsichtsratsvorsitzender eines deutschen Automobilzulieferers  und von 2010 bis 2014 Associate Fellow der Said Business School der University of Oxford. Seit 2008 ist Kaufmann europäischer Herausgeber des Journal of Supply Chain Management (JSCM).

## Wirken
Kaufmanns Forschungsfokus liegt auf Einkauf, Verhandlungen und Strategie. Er hat mehr als ein Dutzend Bücher über Unternehmensstrategie, Beschaffungsmanagement und Verhandlungsführung geschrieben. Seine Artikel sind u. a. im Journal of Operations Management, Journal of Business Ethics und Journal of Supply Chain Management erschienen. Seine Forschungsarbeiten werden regelmäßig von renommierten Medien aufgegriffen, u. a. vom Wall Street Journal, Financial Times, Harvard Business Review, WirtschaftsWoche und manager magazin.

## Ehrungen und Auszeichnungen
Kaufmanns Lehre und Forschung wurde mit zahlreichen internationalen und nationalen Preisen ausgezeichnet. Als erster Wissenschaftler einer kontinentaleuropäischen Institution erhielt er 2021 den OSCM Distinguished Scholar Award der Academy of Management (AOM). Im Jahr 2019 wurde ihm zum fünften Mal in Folge der Best Teacher Award der WHU – Otto Beisheim School of Management verliehen. The Case Centre hat Kaufmann 2014 als einen der 20 Bestseller-Autoren der letzten 40 Jahre ausgezeichnet.
2010 hat das unter Kaufmanns Leitung stehende Executive Programm der WHU – Otto Beisheim School of Management und University of Oxford für das DAX-Unternehmen MAN den Preis für das beste maßgeschneiderte Executive Programm in Europa erhalten. Der Excellence in Practice Award der European Foundation for Management Development (EFMD) ging damit erstmals an eine Hochschule aus dem deutschsprachigen Raum.
Das Buch „China Champions“ erreichte 2006 Platz 7 auf der Financial Times Deutschland-Liste.
Kaufmanns Doktorandinnen und Doktoranden haben zudem zahlreiche nationale und internationale Forschungspreise gewonnen. Acht von ihnen haben seit 2008 den renommierten Emerald/EFMD Outstanding Doctoral Research Award gewonnen, zwei allein im Jahr 2009, womit die WHU – Otto Beisheim School of Management die erste Institution ist, die einen solchen Preis in zwei Kategorien im selben Jahr gewonnen hat. In den Jahren 2016 und 2019 haben drei seiner Doktorandinnen und Doktoranden alle der renommiertesten Dissertationspreise im Bereich SCM weltweit gewonnen. Zwischen 2016 und 2021 erhielten vier seiner Promovierenden den IPSERA Doctoral Dissertation Award.

## Publikationen (Auszug)

### Ethik in Verhandlungen
- Ried, L., Eckerd, S., Kaufmann, L., Carter, C., 2022: From Target to Actor: Contagion of Honesty and Deception across Buyer–Supplier Negotiations. In: Journal of Operations Management, online, 4. September 2022
- Kaufmann, L., Rottenburger, J., Carter, C., Schlereth, C., 2018: Bluffs, Lies, and Consequences: A Reconceptualization of Bluffing in Buyer-Supplier Negotiations. In: Journal of Supply Chain Management, 54 (2), 49-70

### Sustainability in Supply Chains
- Carter, C., Kaufmann, L, Ketchen Jr., D. J, 2020: Expect the Unexpected: Toward a Theory of the Unintended Consequences of Sustainable Supply Chain Management. In: International Journal of Operations & Production Management, 40 (12), 1857-1871
- Rauer, J., Kaufmann, L., 2015: Mitigating External Barriers to Implementing Green Supply Chain Management: A Grounded Theory Investigation of Green‐Tech Companies’ Rare Earth Metals Supply Chains. In: Journal of Supply Chain Management, 51 (2): 65-88

### Experimente als Forschungsmethode
- Eckerd, S., DuHadway, S., Bendoly, E., Carter, C., Kaufmann, L., 2020: On making Experimental Design Choices: Discussions on the Use and Challenges of Demand Effects, Incentives, Deception, Samples, and Vignettes. In: Journal of Operations Management, 67 (2), 261-275

### Erfolg deutscher Unternehmen in China
- Kaufmann, L., Panhans, D., Poovan, B., Sobotka, B., 2005: China Champions. Wie deutsche Unternehmen den Standort China erfolgreich für ihre globale Strategie nutzen. Gabler-Verlag, Wiesbaden